# Arnoya
Arnoya (A Arnoia oficialmente desde 1985 y en gallego) es un municipio y parroquia española de la provincia de Orense, comunidad autónoma de Galicia. Pertenece a la comarca del Ribeiro.

## Geografía
- Latitud: 42°15′0″ N
- Longitud: 8°7′59″ O

Los principales núcleos de población se encuentran situados en la cuenca fluvial formada por el Río Arnoya en su desembocadura con el Río Miño. El pequeño municipio está delimitado por las montañas que rodean este valle.
La Comarca del Ribeiro se encuentra entre las sierras de Faro y Suido, donde confluyen los valles del Miño, Avia, Arnoia y Barbantiño. Se define entre una serie de valles y superficies que contrastan con las altas tierras circundantes de alrededor de 312 km², de los cuales dedica 3.000 hectáreas al viñedo.
Rodeado de relieves montañosos y resguardado de la influencia oceánica, el cultivo de la vid ha es la característica dominante del paisaje, ocupando casi la totalidad de las laderas y hondanadas en los terrenos de Ribadavia, Castrelo de Miño, Cenlle, Beade, Leiro y Carballeda, así como las pendientes mejor orientadas y soleadas de los municipios limítrofes.
Tierra regada por una densa red fluvial, con un microclima seco y cálido, pero con humedad durante el período invernal.
El municipio comprende la parte más baja del valle del Río Arnoya y su desembocadura en el Río Miño, al sureste del monte Coto de Novelle. En esta área se encuentran las principales entidades de población, distribuidas de forma dispersa a través del valle.

## Geografía humana

### Demografía
Cuenta con una población de 970 habitantes (INE 2024).
| Gráfica de evolución demográfica de A Arnoia entre 1842 y 2021 |
| |
| Población de derecho según los censos de población del INE Población de hecho según los censos de población del INEEn estos censos se denominaba Arnoya: 1842, 1857, 1860, 1877, 1887, 1897, 1900, 1910, 1920, 1930, 1940, 1950, 1960, 1970, 1981 y 1991 |

### Organización territorial
El municipio abarca veinte entidades de población:
- A Laxa
- A Paixón
- A Ponte
- A Reza
- Bacelo
- Carnós
- Lapela
- Nogueiredo
- Oliveira
- O Outeiro
- O Pomar
- O Rial
- Os Chaos
- Outeiro-Cruz (Outeiro Cruz)
- Porqueira
- Quinteiros
- Remuíño
- San Amaro
- Sendín
- Vila Termal

El municipio estaba formado por las parroquias de  San Salvador A. de Arnoya y San Salvador P. de Arnoya, parroquias que fueron posteriormente renombradas como San Salvador da Arnoia y Santo Antón de Remuíños siendo posteriormente unificadas en la actual, que engloba a la totalidad del municipio.

## Cultura
En las cercanías del alto de Sande, se ve el embalse de Castrelo, las superficies aplanadas de San Amaro, Maside, O Carballiño, Amoeiro, Cartelle, el anfiteatro de sierras que desde A Martiña hasta O Faro de Avión delimitan la cuenca del Avia.
La principal fuente económica sigue siendo la agricultura, en especial el viñedo, con pequeñas bodegas de producción autóctona.
En los últimos años, con la construcción de un impresionante balneario en un lugar privilegiado en la confluencia del río Miño y el río Arnoia, ha cobrado fuerza el sector servicios.
Todas las edificaciones residenciales son individuales. Apenas hay edificaciones en altura y se conserva todavía el encanto de pueblo rural aunque con todos los servicios modernos.

## Corporación municipal
| Resultado elecciones municipales del 28 de mayo de 2023 en A Arnoia |       |            |            |
| Nombre                                                              | Votos | Porcentaje | Concejales |
| Partido Popular de Galicia                                          | 502   | 72,54%     | 7          |
| Partido dos Socialistas de Galicia                                  | 181   | 26.15%     | 2          |

## Alcaldes
La siguiente es la relación de alcaldes que ocuparon la alcaldía de Arnoia desde el año 1900, así como el período de tiempo o legislaturas durante las cuales ocuparon este puesto:
- D. Ramón Rodríguez Alonso (1900-1910)
- D. Manuel Alonso Rodríguez (1911-1915)
- D. José Álvarez Rivera (1915-1917)
- D. Manuel Alonso Rodríguez (1918-1922)
- D. Lorenzo Vázquez Rodríguez (1923)
- D. Emilio Vázquez Vázquez (28-10-1923 a 20-01-1924)
- D. Evencio Álvarez Bangueses (20-10-1924 a 26-02-1936)
- D. José Meixengo Pereira (26-02-1936 a 15-07-1936)
- D. Emilio Vázquez Domínguez (15-07-1936 a 06-02-1940)
- D. Delfín Moure Lorenzo (06-02-1940 a 15-03-1944)
- D. José Aparicio Álvarez (15-03-1944 a 10-10-1958)
- D. Manuel Vázquez Domínguez (10-10-1958 a 25-09-1962)
- D. José Alberte Rey (25-09-1962 a 05-10-1966)
- D. Perfecto Álvarez Bangueses (05-10-1966 a 03-07-1973)
- D. Rafael Bangueses Bangueses (03-07-1973 a 03-04-1979)
- D. Rogelio Martínez González (03-04-1979 a 30-05-2009)
- D. José Camilo Fariñas Viso (30-05-2009 a 24-05-2015)
- D. Rodrigo Aparicio Santamaría (24-05-2015 a )

## Deporte
- Atlético Arnoia, equipo de fútbol.